# クリッカー
クリッカー (英語: clicker) は、クリック音を発する用具である。

## 教育器具
授業やセミナーを双方向対話型にするために、受講者から試験・アンケートの回答をリアルタイムに徴収する。大学などの学生証と連携してアクティブラーニングをおこなう高度な機種から、簡単なアンケートを取る用途のものまで目的に合った選択ができる。オーディエンスレスポンスシステム(ARS)ともいう。

## 動物訓練用
正の強化（良いことをしたときに餌を報酬として与える）による訓練の場で、クリッカーが使われる。クリッカーが有用なのは、声や笛での合図より、迅速に（動物が行動をした直後に）鳴らせられるからである。
まず、古典的条件付けをおこなう。報酬を出す前に、クリッカーを鳴らす。これを数回繰り返せば、動物は、クリック音がすれば報酬がもらえるということを学習する。
次に、オペラント条件付けをおこなう。動物が、ある何か好ましい行動をしたときに、クリッカーを鳴らし、報酬を与える。これを繰り返すことで、動物は、クリック音はその行動を続けよという意味だと学習する。
そのあと、別の簡単な行動をしたときに、クリッカーを鳴らす。これにより動物は、クリッカーを鳴らさせるにはどうすればいいかを考えるようになる。

## アーチェリー用品
アーチェリーでアローレストの前のサイトウインドウに取り付けられる薄い金属片。ハンドルとクリッカーの間に矢を挟み、矢の先(ポイント)がクリッカーから通り抜けることにより、クリッカーがハンドルに向けて弾かれる。その時の音や視覚、わずかな振動などを合図としリリースする。矢尺を安定させる。
第304条（リカーブ部門の用具の通則）で、
と規定されている。
メリットとして、矢尺を常に一定にすることができ、安定したエネルギーを矢に加えることができる。また、早く打ちたいという衝動(早気)を、比較的抑えることができる。
デメリットとして、慣れていないと、クリッカーを落とすことができず、逆に力んだりフォームがくずれたりするので、練習が必要である。同様に、落とすことができずに打ってしまうと、クリッカーの圧力により(右打ちの場合)右に飛び、大概のヴェインは折れてしまう(クリッカーチョンボ)。